# Microcachrys tetragona
Microcachrys tetragona là một loài thực vật hạt trần trong họ Thông tre. Loài này được (Hook.) Hook.f. miêu tả khoa học đầu tiên năm 1845.